# Чорноземний Городок
Чорноземний Городок (рос. Чернозёмный Городок) — селище в Климівському районі Брянської області Російської Федерації.
Населення становить 3 особи. Входить до складу муніципального утворення Новоюрковицьке сільське поселення.

## Історія
Населений пункт розташований у межах українського етно-культурного регіону Стародубщини.
Від 2005 року входить до складу муніципального утворення Новоюрковицьке сільське поселення.

## Населення
1. Н/Д[2]